# Iglesia de la Eutanasia
La Iglesia de la Eutanasia (Church of Euthanasia, abreviado CoE) es una organización religiosa fundada en 1992 por la "reverenda" Chris Korda y Robert Kimberk (Pastor Kim), en el área de Boston, en los Estados Unidos.
Según se declara en la web de la CoE, esta es "una fundación educativa sin ánimo de lucro dedicada a restaurar el equilibrio entre humanos y el resto de especies de la Tierra". Los miembros de esta organización afirman que esto solo se podrá hacer realidad mediante una reducción de población masiva voluntaria, que solo será posible cuando la conciencia humana dé un salto hacia una conciencia de especie. Según la "reverenda" Chris Korda es probable que esta Iglesia sea la única religión anti-humana del mundo.
El más popular de sus lemas es "Save the Planet, Kill Yourself" (Salva el planeta, suicídate), y la ideología en que se funda se resume en un único mandamiento: "No procrearás", y cuatro pilares: suicidio, aborto, canibalismo y sodomía ("cualquier acto sexual que no lleve a la procreación"). La Iglesia destaca que la reducción de población debe realizarse solo por medios voluntarios, de manera que el asesinato y la esterilización involuntaria están estrictamente prohibidas por su doctrina.
La CoE promueve sus ideas principalmente mediante su página web y otros medios de difusión por internet. También utilizan sus sermones, actuaciones artísticas, manifestaciones, culture jamming, música, campañas publicitarias y la acción directa para denunciar esa supuesta superpoblación humana. Consideran que sus métodos son similares a los del movimiento dadaísta, pues consideran que el mundo moderno es tan absurdo que los medios requeridos para hacer llegar su mensaje al público deben ser igualmente absurdos.
La Iglesia de la Eutanasia es también notable por sus conflictos con activistas cristianos provida.
Algunos de los lemas empleados por esta organización son: "Save the Planet, Kill Yourself" (Salva el planeta, suicídate), "Six Billion Humans Can't Be Wrong" (Seis mil millones de humanos no pueden estar equivocados), y "Eat a Queer Fetus for Jesus" (Cómete un feto queer por Jesús).

## Historia
La Iglesia de la Eutanasia comenzó a suscitar atención en 1995 por su afiliación con paranoia.com, que albergaba muchos sitios web controvertidos o que rozaban lo ilegal. Miembros de la organización aparecieron más tarde en un episodio del programa The Jerry Springer Show que se tituló "Quiero unirme a una secta suicida".
Tras los atentados del 11-S, la Iglesia de la Eutanasia puso en su web un video musical de cuatro minutos titulado I Like to Watch (Me gusta mirar), que combinaba porno duro con imágenes del colapso de las torres del World Trade Center. El montaje incluía música electrónica grabada por Korda con la letra "People dive into the street/ While I play with my meat." (La gente se tira a la calle, y yo mientras juego con mi carne). Korda declaró que este proyecto reflejaba su "desprecio y frustración con la profunda fealdad del mundo industrializado moderno."
La página web de la Iglesia de la Eutanasia contenía anteriormente instrucciones sobre "cómo suicidarse" mediante asfixia usando helio. Este contenido fue retirado en 2003,  después de que la fiscalía de San Luis (Misuri) los amenazase con la acusación de homicidio en el caso de una mujer de San Luis de 53 años que se había suicidado siguiendo esas instrucciones.

### Entrevistas con Chris Korda
- Eccles, Lydia. (1997) Snuff It #4, Lydia Eccles interviews Rev. Chris Korda.
- Lofthouse, Katherine.  (2013) Planet Ivy, Katherine Lofthouse interviews Rev. Chris Korda.
- Fernandes, Maria da Luz. (2015) FBAUL, Interview with Chris Korda in Tabula Rasa: Revolution, Subversion, and Transgression.

- Datos: Q1089791
- Multimedia: Church of Euthanasia / Q1089791